# Copa da Liga Francesa de 2010–11
A Copa da Liga Francesa de 2010-11 foi uma competição de futebol realizada na França, contando como a 17ª edição da história.

## Regulamento e participantes
O campeonato é disputado inteiramente no estilo mata-mata, em partida única, e apenas participam do certame clubes com estatuto profissional, que é concedido a todos os clubes da Ligue 1 e da Ligue 2 e alguns do Championnat National (3ª divisão nacional).

### Equipes por fase
A tabela abaixo demonstra como estão divididos os clubes de cada divisão e em qual fase estes entram na disputa da Copa da Liga.
| Clubes/Divisão                          | Detalhes                                                                            |
| --------------------------------------- | ----------------------------------------------------------------------------------- |
| Únicos da National 2009-10 (4 clubes)   | Entram já na primeira fase.                                                         |
| Todos da Ligue 2 2009-10 (20 clubes)    | Entram já na primeira fase.                                                         |
| Restante da Ligue 1 2009-10 (14 clubes) | Entram na terceira fase, se juntando aos 6 clubes vencedores da segunda fase.       |
| Primeiros da Ligue 1 2009-10 (6 clubes) | Entram nas oitavas-de-final, se juntando aos 10 clubes vencedores da terceira fase. |

## Primeira fase
Jogos ocorreram nos dias 30 e 31 de julho.
| Mandante   | Placar          | Visitante   |
| ---------- | --------------- | ----------- |
| Angers     | 2 – 2 (2–4 pen) | Bastia      |
| Strasbourg | 1 – 1 (4–5 pen) | Évian       |
| Grenoble   | 1 – 2           | Guingamp    |
| Clermont   | 3 – 1           | Metz        |
| Dijon      | 1 – 2 (pro)     | Amiens      |
| Troyes     | 1 – 1 (5–6 pen) | Reims       |
| Tours      | 1 – 2           | Vannes      |
| Ajaccio    | 4 – 0           | Istres      |
| Le Havre   | 2 – 1 (pro)     | Le Mans     |
| Laval      | 3 – 2 (pro)     | Châteauroux |
| Sedan      | 0 – 0 (4–5 pen) | Nîmes       |
| Boulogne   | 2 – 2 (4–2 pen) | Nantes      |

Fonte: LFP.fr: 1er tour

## Segunda fase
Os jogos da segunda fase ocorreram no dia 24 de agosto.
| Mandante | Placar          | Visitante |
| -------- | --------------- | --------- |
| Guingamp | 3 – 2 (pro)     | Évian     |
| Amiens   | 0 – 0 (3–4 pen) | Bastia    |
| Ajaccio  | 0 – 0 (4–2 pen) | Vannes    |
| Reims    | 0 – 2           | Le Havre  |
| Nîmes    | 2 – 0           | Laval     |
| Clermont | 2 – 3           | Boulogne  |

Fonte: LFP.fr: 2er tour

## Terceira fase
Os jogos da terceira fase ocorreram nos dias 21 e 22 de setembro.
| Mandante      | Placar          | Visitante    |
| ------------- | --------------- | ------------ |
| Ajaccio       | 3 – 0           | Le Havre     |
| Nîmes         | 1 – 1 (4–5 pen) | Valenciennes |
| Lorient       | 1 – 0           | Brest        |
| Monaco        | 1 – 0           | Lens         |
| Saint-Étienne | 2 – 0           | Nice         |
| Boulogne      | 2 – 1 (pro)     | Toulouse     |
| Sochaux       | 0 – 2           | Bastia       |
| Nancy         | 1 – 2           | Bordeaux     |
| Arles         | 0 – 1           | Caen         |
| Guingamp      | 3 – 1           | Rennes       |

Fonte: LFP.fr: 16es de finale

## Fases finais
|  | Oitavas de final          | Oitavas de final    |   |              | Quartas de final | Quartas de final |  |                   | Semifinais | Semifinais  |  |  | Final | Final |
|  |                           |                     |   |              |                  |                  |  |                   |            |             |  |  |       |       |
|  | Montpellier               | 2                   |   |              |                  |                  |  |                   |            |             |  |  |       |       |
|  | Ajaccio                   | 0                   |   |              |                  |                  |  |                   |            |             |  |  |       |       |
|  | Ajaccio                   | 0                   |   | Montpellier  | 2                |                  |  |                   |            |             |  |  |       |       |
|  |                           |                     |   | Montpellier  | 2                |                  |  |                   |            |             |  |  |       |       |
|  |                           | Lille               | 1 |              |                  |                  |  |                   |            |             |  |  |       |       |
|  | Lille                     | Lille               | 1 | 4            |                  |                  |  |                   |            |             |  |  |       |       |
|  | Lille                     |                     |   | 4            |                  |                  |  |                   |            |             |  |  |       |       |
|  | Caen                      | 1                   |   |              |                  |                  |  |                   |            |             |  |  |       |       |
|  | Caen                      | 1                   |   |              |                  |                  |  | Montpellier (pro) | 1          |             |  |  |       |       |
|  |                           |                     |   |              |                  |                  |  | Montpellier (pro) | 1          |             |  |  |       |       |
|  |                           | Paris Saint-Germain | 0 |              |                  |                  |  |                   |            |             |  |  |       |       |
|  | Valenciennes              | Paris Saint-Germain | 0 | 4            |                  |                  |  |                   |            |             |  |  |       |       |
|  | Valenciennes              |                     |   | 4            |                  |                  |  |                   |            |             |  |  |       |       |
|  | Boulogne                  | 0                   |   |              |                  |                  |  |                   |            |             |  |  |       |       |
|  | Boulogne                  | 0                   |   | Valenciennes | 1                |                  |  |                   |            |             |  |  |       |       |
|  |                           |                     |   | Valenciennes | 1                |                  |  |                   |            |             |  |  |       |       |
|  |                           | Paris Saint-Germain | 3 |              |                  |                  |  |                   |            |             |  |  |       |       |
|  | Lyon                      | Paris Saint-Germain | 3 | 1            |                  |                  |  |                   |            |             |  |  |       |       |
|  | Lyon                      |                     |   | 1            |                  |                  |  |                   |            |             |  |  |       |       |
|  | Paris Saint-Germain (pro) | 2                   |   |              |                  |                  |  |                   |            |             |  |  |       |       |
|  | Paris Saint-Germain (pro) | 2                   |   |              |                  |                  |  |                   |            | Montpellier |  |  |       |       |
|  |                           |                     |   |              |                  |                  |  |                   |            |             |  |  |       |       |
|  |                           | Marseille           |   |              |                  |                  |  |                   |            |             |  |  |       |       |
|  | Auxerre                   | 4                   |   |              |                  |                  |  |                   |            |             |  |  |       |       |
|  | Auxerre                   | 4                   |   |              |                  |                  |  |                   |            |             |  |  |       |       |
|  | Bastia                    | 0                   |   |              |                  |                  |  |                   |            |             |  |  |       |       |
|  | Bastia                    | 0                   |   | Auxerre      | 2                |                  |  |                   |            |             |  |  |       |       |
|  |                           |                     |   | Auxerre      | 2                |                  |  |                   |            |             |  |  |       |       |
|  |                           | Saint-Étienne       | 0 |              |                  |                  |  |                   |            |             |  |  |       |       |
|  | Saint-Étienne             | Saint-Étienne       | 0 | 1            |                  |                  |  |                   |            |             |  |  |       |       |
|  | Saint-Étienne             |                     |   | 1            |                  |                  |  |                   |            |             |  |  |       |       |
|  | Bordeaux                  | 0                   |   |              |                  |                  |  |                   |            |             |  |  |       |       |
|  | Bordeaux                  | 0                   |   |              |                  |                  |  | Auxerre           | 0          |             |  |  |       |       |
|  |                           |                     |   |              |                  |                  |  | Auxerre           | 0          |             |  |  |       |       |
|  |                           | Marseille           | 2 |              |                  |                  |  |                   |            |             |  |  |       |       |
|  | Guingamp                  | Marseille           | 2 | 0            |                  |                  |  |                   |            |             |  |  |       |       |
|  | Guingamp                  |                     |   | 0            |                  |                  |  |                   |            |             |  |  |       |       |
|  | Marseille                 | 1                   |   |              |                  |                  |  |                   |            |             |  |  |       |       |
|  | Marseille                 | 1                   |   | Marseille    | 2                |                  |  |                   |            |             |  |  |       |       |
|  |                           |                     |   | Marseille    | 2                |                  |  |                   |            |             |  |  |       |       |
|  |                           | Monaco              | 1 |              |                  |                  |  |                   |            |             |  |  |       |       |
|  | Monaco (pen)              | Monaco              | 1 | 1(5)         |                  |                  |  |                   |            |             |  |  |       |       |
|  | Monaco (pen)              |                     |   | 1(5)         |                  |                  |  |                   |            |             |  |  |       |       |
|  | Lorient                   | 1(3)                |   |              |                  |                  |  |                   |            |             |  |  |       |       |

### Oitavas-de-final
Os jogos ocorreram nos dias 26 e 27 de outubro.
| Mandante      | Placar          | Visitante           |
| ------------- | --------------- | ------------------- |
| Montpellier   | 2 – 0           | Ajaccio             |
| Valenciennes  | 4 – 0           | Boulogne            |
| Monaco        | 1 – 1 (5–3 pen) | Lorient             |
| Saint-Étienne | 1 – 0           | Bordeaux            |
| Guingamp      | 0 – 1           | Marseille           |
| Lille         | 4 – 1           | Caen                |
| Auxerre       | 4 – 0           | Bastia              |
| Lyon          | 1 – 2 (pro)     | Paris Saint-Germain |

### Quartas-de-final
| 9 de novembro de 2010 | Auxerre                              | 2 – 0     | Saint-Étienne | Stade de l'Abbé-Deschamps, Auxerre         |
|                       | Pedretti 16' (pen) · Dudka 49' (pen) | Relatório |               | Público: 7,906 Árbitro: FRA Damien Ledentu |

| 10 de novembro de 2010 | Montpellier    | 2 – 1     | Lille      | Stade de la Mosson, Montpellier           |
|                        | Kabze 28', 52' | Relatório | 68' Hazard | Público: 5,764 Árbitro: FRA Olivier Thual |

| 10 de novembro de 2010 | Valenciennes | 1 – 3     | Paris Saint-Germain                    | Stade Nungesser, Valenciennes            |
|                        | Dossevi 3'   | Relatório | 9' Camara · 27' Jallet · 51' Luyindula | Público: 7,395 Árbitro: FRA Stéphane Bre |

| 10 de novembro de 2010 | Marseille                 | 2 – 1     | Monaco              | Stade Vélodrome, Marseille                  |
|                        | A. Ayew 42' · Azpilicueta | Relatório | 22' (pen) Coutadeur | Público: 17,765 Árbitro: FRA Clément Turpin |

### Semifinais
| 18 de janeiro de 2011 | Montpellier | 1 – 0 (pro) | Paris Saint-Germain | Stade de la Mosson, Montpellier           |
|                       | Giroud 116' | Relatório   |                     | Público: 17,641 Árbitro: FRA Saïd Ennjimi |

| 19 de janeiro de 2011 | Auxerre | 0 – 2     | Marseille                  | Stade de l'Abbé-Deschamps, Auxerre           |
|                       |         | Relatório | 45+1' Brandão · 68' Gignac | Público: 17,025 Árbitro: FRA Laurent Duhamel |

### Final
| 23 de abril de 2011 | Montpellier | 0 – 1     | Marseille | Stade de France, Saint-Denis                |
|                     |             | Relatório | 81' Tawio | Público: 74,259 Árbitro: FRA Antony Gautier |